# Zbory Boże Madagaskaru
Zbory Boże Madagaskaru (ang.: Assemblies of God of Madagascar) – jedno z większych wyznań zielonoświątkowych na Madagaskarze liczące ok. 100 000 wiernych w 800 kościołach. Kościół jest członkiem Światowej Wspólnoty Zborów Bożych.